# 中国事务协调办公室
中国事务协调办公室（英語：Office of China Coordination，简称OCC），非正式名称为中国组（英語：China House），是美国国务院提出的一项倡议，旨在“协调美国对北京的政策”，以推进美国总统乔·拜登“建立开放、包容的国际体系愿景”及管理政府对华方针。